# Ludix
Ludix ist ein einfaches Würfelspiel mit vier Würfeln, die römische Ziffern aufweisen. Das Spiel wurde von Niek Neuwahl in Zusammenarbeit mit dem Schweizer Spielmuseum (Le Musée Suisse du Jeu) entwickelt und ist 2014 beim österreichischen Spieleverlag Piatnik erschienen.

## Spielweise
Das Spielmaterial von Ludix besteht aus vier sechsseitigen Spielwürfeln, die statt Augen mit den römischen Ziffern I, I, V, X, X und L bestückt sind.

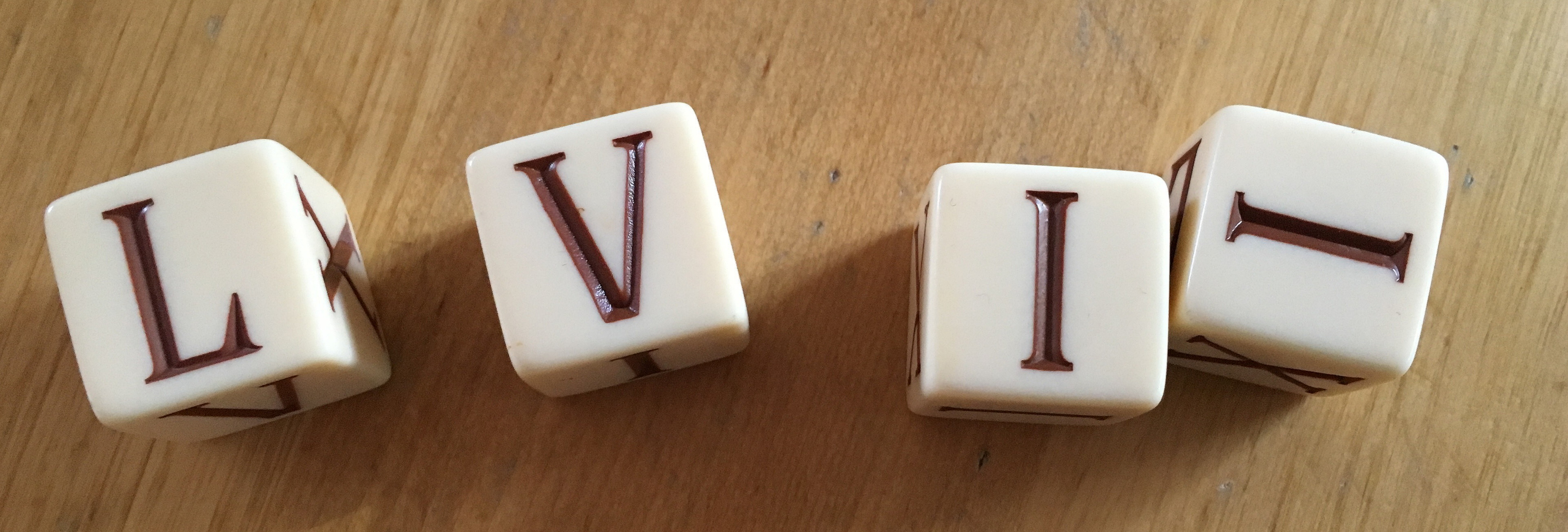
Beim Wurf werden die Würfelzahlen zu korrekten römischen Ziffern kombiniert. Auf dem Bild abgebildet ist die LVII = 57.

Das Spiel Ludix ist ein einfaches Würfelspiel, das nach dem Prinzip „push your luck“ funktioniert. Die Mitspieler würfeln nacheinander. Der aktive Spieler würfelt mit allen vier Würfeln und versucht, mit diesen eine gültige römische Zahl zu legen. Gelingt dies, kann er das Ergebnis notieren und entscheiden, nochmals zu würfeln. Wenn auch dieser Wurf eine gültige Zahl ergibt, kann er weiterwürfeln, bis er entweder entscheidet, aufzuhören, oder keine gültige Zahl mehr bilden kann. Passiert letzteres, verliert der Spieler alle in dieser Runde erwürfelten Punkte.
Gewonnen hat der Spieler, der zuerst 300 Punkte erreicht hat.

## Ausgaben und Rezeption
Das Würfelspiel Ludix wurde von Niek Neuwahl in Zusammenarbeit mit dem Schweizer Spielmuseum (Le Musée Suisse du Jeu) in La Tour-de-Peilz entwickelt und bei der Wiener Spielkartenfabrik Ferd. Piatnik & Söhne (kurz: Piatnik) als multilinguales Spiel mit Regeln auf Deutsch, Englisch, Französisch, Italienisch, Ungarisch und Tschechisch im Jahr 2014 veröffentlicht. Das Regelheft enthält neben den Spielregeln einen kurzen Abriss zur historischen Entwicklung des Würfelspiels in Rom und der Folgezeit sowie zum römischen Zahlsystem. In den Spielregeln wird zudem dazu aufgefordert, weitere Spiele mit den Würfeln zu entwickeln und diese dem Verlag zuzusenden.
Ludix wurde 2015 im Rahmen des österreichischen Spielepreises Spiel der Spiele als „Spiele Hit mit Freunden“ ausgezeichnet.

## Belege
1. 1 2  Offizielle Spielregeln für Ludix
2. ↑  Versionen von Ludix in der Datenbank BoardGameGeek; abgerufen am 14. April 2017.
3. ↑  Die ausgezeichneten Spiele 2015: Der Österreichische Spielepreis 2015 auf der Website des Spiel der Spiele; abgerufen am 14. April 2017.